# Vassiliy Jirov
Vassiliy Valeryevich Jirov (în rusă: Василий Валерьевич Жиров; n. 4 aprilie 1974, Balqaş (qala)⁠(d), RSS Kazahă, URSS) este un fost boxer profesionist kazah, campion olimpic și fost deținător al titlului mondial IBF la categoria cruiserweight între 1999 și 2003. A fost cunoscut pentru stilul său agresiv și volumul mare de lovituri într-un meci, fiind considerat unul dintre cei mai buni boxeri ai generației sale.

## Carieră amator
Jirov a început boxul la vârsta de 12 ani, sub îndrumarea antrenorului Aleksandr Apachinski. A obținut medalii de bronz la Campionatele Mondiale din 1993 și 1995 la categoria semigrea. La Jocurile Olimpice de vară din 1996 de la Atlanta, a câștigat medalia de aur la categoria semigrea, învingându-l în finală pe Lee Seung-bae din Coreea de Sud cu scorul de 17–4. Pentru performanța sa, a primit Trofeul Val Barker, acordat celui mai tehnic boxer al turneului.

## Carieră profesionistă
Jirov și-a început cariera profesionistă în 1997. În 1999, a câștigat titlul mondial IBF la categoria cruiserweight după o victorie prin KO în runda a șaptea împotriva lui Arthur Williams. A apărat cu succes titlul de mai multe ori, inclusiv în meciuri împotriva lui Dale Brown și Julian Letterlough.
În 2003, Jirov și-a pierdut titlul într-un meci memorabil împotriva lui James Toney, considerat unul dintre cele mai bune meciuri ale anului. Ulterior, a urcat la categoria grea, unde a avut meciuri notabile împotriva lui Joe Mesi și Michael Moorer. Jirov s-a retras din boxul profesionist în 2009, cu un palmares de 38 de victorii (32 prin KO), 3 înfrângeri și 1 egal.

## Participări
Lista de mai jos prezintă principalele competiții la care a participat Vassiliy Jirov de-a lungul carierei:
- Jocurile Asiatice din 1994[*]